# 湖南省人口和计划生育委员会
湖南省人口和计划生育委员会是中华人民共和国湖南省人民政府主管人口和计划生育工作的组成部门。

## 下属机构
- 办公室
- 政策法规处
- 计划统计处
- 科学技术处
- 宣传教育处
- 财务资产管理处
- 人事处
- 人口发展研究处
- （纪检）监察审计处
- 机关后勤服务中心[1]

## 直属单位
- 湖南省计划生育研究所
- 湖南省计划生育宣传中心
- 湖南省计划生育干部培训中心
- 湖南省计划生育药具物资站
- 湖南省计划生育信息中心
- 湖南省流动人口计划生育管理站
- 湖南省计划生育生殖健康服务中心
- 天津人口学学会
- 湖南省人口福利基金会[2]